# Cardinal Health
 Cardinal Health, Inc. là một công ty đa quốc gia của Mỹ cung cấp các dịch vụ chăm sóc sức khỏe và là công ty có doanh thu cao thứ 14 tại Hoa Kỳ. Trụ sở chính tại Dublin, Ohio và Dublin, Ireland (EMEA). Công ty chuyên phân phối dược phẩm và các sản phẩm y tế, phục vụ hơn 100.000 địa điểm. Công ty cũng sản xuất các sản phẩm y tế và phẫu thuật, bao gồm găng tay, trang phục phẫu thuật. Ngoài ra, công ty vận hành mạng lưới thiết bị phóng xạ y tế lớn nhất ở Hoa Kỳ  Cardinal Health cung cấp các sản phẩm y tế cho hơn 75 % số bệnh viện tại Hoa Kỳ.

## Tài chính
Trong năm tài chính 2017, Cardinal Health đã báo cáo lợi nhuận 7.181 tỷ USD, với doanh thu hàng năm là 136,809 tỷ USD, tăng 5,3% so với năm 2017. Cổ phiếu của Cardinal Health được giao dịch ở mức trên 57 đô la một cổ phiếu và vốn hóa thị trường của nó được định giá hơn 15,4 tỷ đô la Mỹ vào tháng 11 năm 2018. Tính đến năm 2018, Cardinal Health được xếp hạng # 14 trên Fortune 500, xếp hạng các tập đoàn lớn nhất Hoa Kỳ theo tổng doanh thu.
| Năm  | Doanh thu tính bằng triệu USD $ | Thu nhập ròng tính bằng triệu USD $ | Tổng tài sản tính bằng triệu USD $ | Giá mỗi cổ phiếu bằng USD $ | Nhân viên |
| ---- | ------------------------------- | ----------------------------------- | ---------------------------------- | --------------------------- | --------- |
| 2005 | 72.666                          | 4.460                               | 21.838                             | 33,48                       |           |
| 2006 | 79.664                          | 4,814                               | 23.433                             | 38,32                       |           |
| 2007 | 86.755                          | 5.197                               | 23.154                             | 38,62                       |           |
| 2008 | 87.408                          | 3.777                               | 23,448                             | 28,75                       |           |
| 2009 | 95,992                          | 3.748                               | 25.119                             | 21.10                       |           |
| 2010 | 98.503                          | 3.781                               | 19.990                             | 28,37                       |           |
| 2011 | 102.644                         | 4.162                               | 22.846                             | 35,90                       |           |
| 2012 | 107,552                         | 4.541                               | 24.260                             | 35,61                       |           |
| 2013 | 101.093                         | 4.921                               | 25.819                             | 45,20                       | 33.600    |
| 2014 | 91.084                          | 5.161                               | 26.033                             | 65,92                       | 34.000    |
| 2015 | 102,531                         | 5,712                               | 30.142                             | 79,39                       | 34.500    |
| 2016 | 121,546                         | 6,543                               | 34.122                             | 74,14                       | 37.300    |
| 2017 | 129.976                         | 6,544                               | 40.112                             | 69,22                       | 40.400    |
| 2018 | 136.809                         | 7.181                               | 39.951                             | 57,47                       | 50.200    |